# Culicoides deanei
Culicoides deanei är en tvåvingeart som beskrevs av Felippe-bauer och Wirth 1987. Culicoides deanei ingår i släktet Culicoides och familjen svidknott. Inga underarter finns listade i Catalogue of Life.